# スマイル☆シューター
『スマイル☆シューター』は、山佐が企画したキャラクタープロジェクト、及び同プロジェクトのキャラクターによるバーチャルユニットである。

## 概要
2010年5月10日に、パチスロメーカーの山佐がプロジェクトの開始を発表した。キャラクターデザインは藤真拓哉。発表当時のキャラクターは3人だったが、2011年秋に3人、2012年秋に1人追加されて計7人になっている。
CD・ゲームなどの商品開発と平行して、Twitterなどを通したデジタルデバイスによるマーケティングを展開し、「ファンと一緒に育てる新しいタイプのアイドルを目指す」としている。

## 登場人物
羽咲 ゆりな（うさき ゆりな）
声：廣田詩夢
5月6日生まれ、16歳。神奈川県出身。身長153cm、BWH-82-56-81、血液型O。
鈴比良 あいり（すずひら あいり）
声：真堂圭
11月3日生まれ、16歳。東京都出身。身長147cm、BWH-75-55-74、血液型B。
秋山 麻柚（あきやま まゆ）
声：原田ひとみ
12月23日生まれ、16歳。福岡県出身。身長158cm、BWH-90-57-84、血液型AB。
河内 瑠莉花（かわうち るりか）
声：下田麻美
8月13日生まれ、14歳。岡山県出身。身長145cm、BWH-74-53-75、血液型A。
桐沢 楓（きりさわ かえで）
声：明坂聡美
2月11日生まれ、18歳。宮城県出身。身長155cm、BWH-88-59-88、血液型AB。
白瀬 ティナ（しらせ てぃな）
声：五十嵐裕美
1月11日生まれ、15歳。北海道出身。身長151cm、BWH-72-53-74、血液型A。
透海 こころ（とうみ こころ）
声：日高里菜
12月24日生まれ。身長157cm、BWH-86-55-85、血液型O。
竜胆 寿々子（りんどう すずこ）
声：井ノ上奈々
7月11日生まれ、23歳。身長155cm、BWH-85-56-87、血液型A。
スマイル☆シューターが所属する事務所「サウンドホッパー」のマネージャー。かつて桃ヶ原 ぴんくという芸名で、アイドルとして活動。
高井 冴香（たかい さえか）
声：岡本麻弥 / 華木ミヤ（PCゲーム版）
身長165cm。
スマイル☆シューターが所属する事務所「サウンドホッパー」の社長。

## 携帯サイト
山佐の携帯サイト「山佐スロワールド」において、キャラクターを使用したアプリを提供。

## ゲーム
PC版主題歌「らぶりーすまいる」
- 歌：スマイル☆シューター

## CD
ヤマサエンタテインメントより発売。

### キャラクターソング
みっくす☆はーとっ（2010年8月27日発売、同年8月13 - 15日のコミックマーケット78にて先行発売）
ふぇあり〜☆めろでぃ〜（2011年1月14日発売、前年12月29～31日のコミックマーケット79にて先行発売）
ヨロシク☆サンキュ（2013年1月28日発売、前年12月29 - 31日のコミックマーケット83にて先行発売）
Welcome Smile（2014年3月5日発売、アニメーションMV付）

### ドラマCD
2012年9月29日2枚同時発売
スマイル☆シューター ドラマCD サファリパークでおしごと
- 出演者：鈴比良あいり（真堂圭）、河内瑠莉花（下田麻美）、桐沢楓（明坂聡美）

スマイル☆シューター ドラマCD 温泉旅館でおしごと
- 出演者：羽咲ゆりな（廣田詩夢）、秋山麻柚（原田ひとみ）、白瀬ティナ（五十嵐裕美）、竜胆寿々子（井ノ上奈々）

## コミック
スマイル☆シューター
『月刊コンプエース』2012年10月号より2013年8月号まで連載。作画は森崎くるみ。
コミックスには01曲(1話)-06曲(6話)まで収録。なお最終曲(11話)終了(2013年6月末)時点では07曲(7話)-最終曲(11話)の2巻発行予定はなしとのこと。

## Webラジオ

### The RADIO
『スマイル☆シューター The RADIO』は、2012年10月3日から2014年4月1日まで超!A&G+で動画放送で放送されていたラジオ番組。また各放送回は翌週月曜日から1週間、スマイル☆シューター公式サイトで配信されていた。
毎回パーソナリティ全員が出演しているわけではなく、2名から4名がランダムで出演している（プロデューサー キュゥ☆氏を除く）。2013年10月1日放送分からは五十嵐裕美と廣田詩夢との2人の固定パーソナリティ制となった（その他のメンバーは随時ゲストとして登場）。
放送時間
- 毎週火曜日 24:00 - 24:30（リピート放送：毎週水曜日 12:00 - 12:30）[2013年4月2日 - 2014年4月1日]
- 毎週水曜日 25:30 - 26:00（リピート放送：毎週木曜日 15:30 - 16:00）[2012年10月3日 - 2013年3月27日]

パーソナリティ
- 明坂聡美、五十嵐裕美、井ノ上奈々、岡本麻弥、下田麻美、真堂圭、原田ひとみ、廣田詩夢
- プロデューサー キュゥ☆（告知コーナーのみ出演）

### スマイル☆シューター生っシュちゃんねる！
『スマイル☆シューター生っシュちゃんねる！』は、2011年11月26日から2012年12月28日までニコニコチャンネル「スマイル☆シューターチャンネル」内で放送されていたラジオ番組。
パーソナリティ
- 井ノ上奈々・岡本麻弥

ゲスト
- 第5回 - 五十嵐裕美

### スマイル☆シューターがニコ生をやってみたけど月1じゃどーにもなんない（笑）
『スマイル☆シューターがニコ生をやってみたけど月1じゃどーにもなんない（笑）』、通称「スシイチ！」は、2014年4月21日から2015年4月20日までニコニコチャンネル「スマイル☆シューターチャンネル」内で放送されていたラジオ番組。
パーソナリティ
- 井ノ上奈々

ゲスト
- 第3回 - 五十嵐裕美
- 第4回 - 廣田詩夢
- 第5回 - 真堂圭
- 第6回 - 廣田詩夢
- 第7回 - 原田ひとみ
- 第8回 - 廣田詩夢
- 第9回 - 廣田詩夢・真堂圭
- 第10回 - 五十嵐裕美
- 第11回 - 明坂聡美
- 第12回 - 下田麻美
- 第13回 - 廣田詩夢・五十嵐裕美

### スマイル☆シューター Dear my Dream　スマイスターズMeeting
『スマイル☆シューター Dear my Dream　スマイスターズMeeting』、通称「スシスタ」は、2015年6月1日から2015年8月16日までニコニコチャンネル「スマイル☆シューターチャンネル」内で放送されていたラジオ番組。
パーソナリティ
- 井ノ上奈々

ゲスト
- 第1回 - 原田ひとみ
- 第2回 - 真堂圭
- 第3回 - 五十嵐裕美
- コミケ88出張版 - 原田ひとみ

### ユニットメンバー
1. ↑  羽咲ゆりな（廣田詩夢）、鈴比良あいり（真堂圭）、秋山麻柚（原田ひとみ）